# ベイザー脂肪吸引
ベイザー脂肪吸引（ベイザーしぼうきゅういん）とは、皮下脂肪を特殊な吸引管で取り除く脂肪吸引の手術のひとつを指す。皮下脂肪に悩んでいる人、部分的に脂肪を取りたい人、ダイエットとリバウンドを繰り返している人に用いられる。

## 方法
脂肪を減らしたい場所にベイザー波をかけて、脂肪のみを遊離させる。その後、管（脂肪吸引管、カニューレ）を挿入し、陰圧で吸引、除去していく。通常の脂肪吸引と比べて、皮下組織のダメージを最小限のため、内出血やダウンタイムが少ない。ベイザー波を用いた脂肪吸引により安全に皮膚直下の浅い層の脂肪まで除去でき、皮膚の引き締め効果もある。2011年にFDA認可。皮下脂肪の約90%の除去が可能。
通常は、吸引前に止血効果や鎮痛効果のある溶液（チュメセント麻酔液）を吸引部位に注入して脂肪を吸引管で吸引する。この従来の方法はWET法と呼ばれる。この従来の方法では、硬い（そのままの）脂肪を直接吸引するため体への負担が大きく、術後皮膚が凸凹になる、質感が悪くなる等、デメリットも多かったが、最近では医学の進歩（下記）により、ずいぶん改善されてきた。ただし、最終的な仕上がりは、新しい技術も大切だが、今でも術者の技術に大きく左右される事も事実である。扱いが非常に難しいため、日本国内では認可医師のみが行える施術とされている。

## 特徴
1. ベイザーの超音波36kHzは特許を持ち、これまでの2.0kHzや2.7kHzの超音波が乳化作用である事に対し、組織に熱ダメージを与えずに遊離させることが出来る唯一のシステム[3]
2. 出血が圧倒的に少なく、皮下脂肪の90%の除去を可能
3. 皮膚と筋肉の結合組織を壊さない為、皮膚切除無く引き締める
4. 局麻で施術可能であり、他の特長と併せて手術時間が短縮
5. 他院で断わられた痩せ型の患者の脂肪吸引も安全に行える
6. 再手術で線維化した脂肪部位であっても効率的に対応可能
7. 手術室を汚さない為、狭い空間でも施術が可能

## 今までの脂肪吸引との違い
これまで適応外であった痩せている患者や、線維化した固い脂肪など、体形や脂肪のタイプを問わず対応できる点で、ほかの多くの脂肪吸引技術より優れている。ベイザー超音波技術により、脂肪組織は索状線維組織、血管・神経組織から選別され、遊離された脂肪細胞のみを吸引することが可能。その結果、患者の身体に最も優しい施術であり、術直後に1か月後の施術の効果を予測できるというメリットもある。

## 過去の研究報告
- 脂肪を乳化する脂肪処理装置であるVASERは、前世代の脂肪吸引と比べて手術時間が短く、かつ安全に施術を行うことができる。血管と神経を保護することで、痛みと内出血の軽減を可能にした[4]。
- ベイザー脂肪吸引と、それ以前の脂肪吸引で、手術に伴う出血量を比較したところ、VASERを用いた時の方が出血量は少なくなった[5]。
- 20〜48歳の20人の女性を対象に、ベイザー脂肪吸引と通常の脂肪吸引を実施し、術後経過を比較したところ、ベイザー脂肪吸引で治療した部位は、通常の脂肪吸引を実施した部位に比べ、皮膚の収縮に優れて出血量も少なかった。皮膚のタイトニング効果、周辺組織へのダメージの少なさというベイザー脂肪吸引を特徴付ける事実が、医学的・統計学的に証明された[6]。
- 超音波の補助の元で採取した脂肪（ベイザー脂肪吸引などで採取した脂肪）を脂肪注入の素材として見た場合、通常の脂肪吸引で採取する脂肪と同等の性質を有する（統計学的に差がない）ことが示された。また組織学的にも、超音波処理したした脂肪では小さなオイルがみられたものの、その他の性質には差が認められなかった。さらにSVF（脂肪幹細胞）数に関しても統計学的な差は認められなかった。以上から、ベイザー脂肪吸引は多くの脂肪を採取する際には有用で、採取できる脂肪の質も、従来法で採取できる方法と遜色ないことが示唆された[7]。
- THE CLINICでは、2009年4月よりベイザー脂肪吸引を導入し、現在（2021年1月末時点）までに11,800症例以上を経験した。その間、重度の合併症は無かった。ベイザー脂肪吸引は、従来の方法に比べ、より理想的なボディデザインが可能だと考えられた。さらに、脂肪注入素材の採取法としても適した方法だと考えられた[8]。
- ベイザー脂肪吸引で採取した脂肪を顔のしわやたるみに注入する施術は、フジテレビ『日曜THEリアル! ～ビューティゴッドハンド整形で生まれ変わりたい女性たち』（2020年9月13日放送）で、近年注目されている若返り施術として取り上げられた。番組には、湘南美容クリニック技術指導医の居川和広、WOM CLINIC GINZA 統括医師の深堀純也、THE CLINIC 統括指導医の大橋 昌敬らが出演。女性たちのお顔のお悩みに美容外科医が応えるといった内容で、顔の脂肪注入による施術は、大橋 昌敬ドクターが行った。